# Juta (podnik)
JUTA a. s. (též psáno Juta) je český podnik působící v textilním průmyslu. Byl založen v roce 1946 jako národní podnik Juta, továrny juty a konopí, Praha a jeho kořeny sahají do 19. století. Nyní je to akciová společnost, kterou vlastní její ředitel Jiří Hlavatý.
S rozvojem jutařského průmyslu v Rakousku-Uhersku vznikla v roce 1895 zájmová organizace s názvem Vereinigte Jutefabriken, Wien, která měla za cíl chránit zájmy členských firem, zejména v boji s německými firmami na jutařském trhu. Po zániku Rakouska-Uherska založili čeští jutařští zpracovatelé v roce 1920 její pokračovatelku pro území Československa. Po druhé světové válce byl jutařský průmysl znárodněn a převeden pod národní podnik. Ten zpočátku vyráběl výhradně z přírodních vláken, ale po přestěhování do Dvora Králové nad Labem začal přecházet na dostupnější syntetické materiály. V lednu 1989 byl generálním ředitelem jmenován Jiří Hlavatý, který v Jutě předtím již léta pracoval. Ředitel Hlavatý dovedl podnik do kuponové privatizace, a když v roce 1998 chtěli vlastníci Jutu prodat, založil akciovou společnost a podnik koupil. Od roku 2005 je Jiří Hlavatý jediným akcionářem a zároveň generálním ředitelem podniku.
Společnost sídlí ve Dvoře Králové nad Labem, kde má i některé své závody. Další závody má na Trutnovsku, v Olomouci, v Přerově, v Turnově a ve Frýdlantském výběžku. Zaměstnává přes 2000 zaměstnanců a její roční obrat dosahuje 7 miliard korun. Většina její produkce vzniká ze syntetických sloučenin. Juta vyrábí filtrační membrány, střešní fólie a tepelné izolace pro stavební průmysl; pro zemědělství agrotextilie, síťoviny na balíky slámy či sena a síťky či vaky na zrní a na brambory; dále příze sloužící k výrobě kabelů a pneumatik; filtrační příze, umělé trávníky a tkaniny pro průmyslovou výrobu koberců. Firma exportuje 80 % své produkce do západní Evropy, Kanady a USA. Drží přes 50 ochranných známek a patentů v Česku a Evropské unii.

## Historie

### Počátky jutařského průmyslu v Evropě
V roce 1795 se díky botanikovi Wiliamu Roxburghovi do Evropy dostala jutová tkanina. Později, v první polovině 19. století, začali ve Skotsku zkoušet sepříst jutové vlákno. První pokusy o předení pocházejí ze skotského Dundee z let 1828 a 1832. Další pokusy probíhaly v letech 1833–1834, kdy se jutová vlákna zkrátila za účelem lepší přadnosti a později se ošetřovala vodou, tukem a minerálním olejem za účelem zlepšení pevnosti. Rozvoji ve zpracování juty pomohl jednak zájem o levnější pytle a jednak omezení dodávek lnu a konopí v průběhu krymské války (1853–1856). Konopné pytle byly drahé a lněné se nehodily k širokému použití. Postupem času juta zcela vytlačila drahé konopné produkty. První britská jutařská přádelna vznikla v Dundee v roce 1854, první v Evropě však byla francouzská strojní přádelna Saint Frères ve Flixecourt vzniklá v roce 1834. Dále vznikaly fabriky v Itálii a Belgii a v roce 1861 vznikla první fabrika v Německu. Na území Rakouska-Uherska vzniká první přádelna u Vídně v roce 1870. Později bylo na dovoz jutového zboží uvaleno clo, a tak po roce 1882 vznikly další přádelny hlavně na území Čech. České jutové přádelny vznikají hlavně při existujících nebo zrušených lnářských přádelnách v obcích jako Úpice, Dvůr Králové nad Labem, Jaroměř, Vrchlabí či Trutnov.

### Spojené jutařské závody
Brzy však byl trh jutařskými výrobky přesycen. Proto vznikl v roce 1899 Svaz rakouských jutařských průmyslníků (Verein der österreichischen Jute-Industriellen) s cílem hájit zájmy jutařů a ustanovit pevné ceny. Ten byl v roce 1901 následován společností Spojené jutařské závody (Vereinigte Jutefabriken) se sídlem na Börsegasse 18, Vídeň, a s pobočkou v pražské Opletalově 39. Jelikož většina firem zpracovávajících jutu ležela na území Česka, byly i většinovými zakladateli této společnosti české firmy, respektive ty firmy, které zahrnovaly kompletní zpracování jutového vlákna až po produkt. Jednalo se o subjekty Josef Etrich (zpracování juty od roku 1881, Jaroměř); F. M. Oberländer a Ludvík Morawetz (1882, Úpice); Josefa Etricha synové (1882, Trutnov); Opavská jutová továrna Bratří Hatschekové (Opava); M. L. Primavesi & K. Brandhuber (Olomouc); F. A. Rottera synové (Vrchlabí) a Oesterreichera synové (Hostinné nad Labem). Do roku 1909 přibylo ještě 5 českých závodů: A. Klazar, akciová společnost pro jutařský a lnářský průmysl (1886, Dvůr Králové nad Labem); Wolfa Picka synové (Praha); Bratří Ettlové (Svitavy); Podmokelská továrna na jutové a lněné zboží J. Herschmann (Dobkovice-Choratice) a Josef Herold (Brno). Organizace se tak rozrostla na 17 členů. Díky tomuto spojenectví se firmám v paktu do první světové války zdvojnásobil domácí zisk a zpětinásobil vývoz. První světová válka však znamenala zastavení dodávek jutových vláken a bylo zavedeno spřádání vláken papírových.

### Juta, spol. s r. o., Praha
Po zániku Rakouska-Uherska zanikl i koncern Vereinigte Jutefabriken. V roce 1920 se transformoval do firmy Konopí-juta a textilní průmysl a. s. (Hanf-Jute und Textilindustrie A. G., zkráceně HITIAG) pro rakouské a maďarské továrny a Juta, spol. s r. o., Praha pro české továrny. HITIAG sídlila ve Vídni, Juta v Praze.
Česká Juta fungovala po vzoru své rakousko-uherské předchůdkyně. Cílem bylo lépe obstát na trhu s jutovými výrobky. Zakladatelé spolu uzavřeli společenskou smlouvu, stanovující práva a povinnosti a základní fungování. Jednalo se o společnost s ručením omezeným. Generálním ředitelem se stal Hans Skutezky a předsedou představenstva Richard Morawetz, spolumajitel Úpice. Největším podílníkem byl Josef Etrich z jaroměřské firmy (19,2 %), Richard Morawetz se svými 18,6 % byl na druhém místě. Společnost nejprve sídlila v původní pražské kanceláři Spojených jutařských závodů v Opletalově ulici, ale záhy koupila barokní palác ve Štěpánské 32, který přestavěla na své sídlo. Hned na začátku musela Juta řešit problémy s dodávkami konopí, které byly zastaveny v souvislosti s první světovou válkou a obnoveny právě až v roce 1920. Následovalo hledání odbytišť a zakázek, boj s konkurencí.
Ve společenské smlouvě byl nastaven systém, ve kterém měl každý ze společníků kvótu na příjem zakázek dle svého členského vkladu. Zakázky méně výhodné se do této kvóty nezapočítávaly. Specifické zakázky byly přidělovány těm firmám, které je byly schopny zpracovat. Ústředí Juty mělo pravomoc přesměrovat určitou zakázku do jiných závodů, pokud závod, který zakázku původně získal, zpracování nezvládal. Tento systém tak například vedl k tomu, že se Juta prosadila v USA v konkurenci britských, belgických a indických firem – československé jutové produkty zde byly ceněny pro kvalitní materiál a zpracování a také pro krátké dodací lhůty.
Boj s konkurencí se realizoval systémem zpracování, snížením nákladů díky hromadným nákupům jutového vlákna, dohodami a lobbingem u politické reprezentace. Tak Juta hned po svém vzniku uzavřela dohodu o exportu do Rakouska, která však byla záhy zrušena kvůli vzniku HITIAG. Zajímavější mezinárodní dohodou mohl být vznik Mezinárodní kontinentální jutařské společnosti. S tímto návrhem přišel Richard Morawetz v červnu 1938 a s Jutou o něm začaly jednat rakouská HITIAG a hamburská Vereinigte Jutesprinnereien & Webereien A.G. Vznik společnosti však zmařil začátek druhé světové války. Dále se uzavíraly dohody s vnitřní konkurencí, jako byla firma Weigsdorfské textilní závody a. s. z Višňové, Weiss a synové a. s. ze Dvora Králové či Manila Olomouc. Konkurenční boj neprobíhal jen cestou uzavírání dohod, ale též vytvářením tlaku a skupováním akcií a tkalcovských stavů. Tak například společníci Juty a následně Juta sama drželi akcie v bílském podniku UNION a. s. V roce 1935 Juta sice své akcie prodala, ale ponechala si možnost určovat exportní politiku, z čehož jí plynulo 6 % z provize. Ve stejném roce pak Juta koupila tkalcovské stroje Velkonákupní společnosti konzumních družstev v Praze, která chtěla otevřít tkalcovnu jutových vláken.
K lobbingovým úspěchům patří prolobbování zákonů o regulaci pro dva svazy, které vznikly z podnětu Juty s. r. o. Jednalo se o Svaz majitelů přádelen pro zpracování juty a jutových odpadů a Svaz majitelů tkalcoven surových tkanin jutových.
Zakládajícími členy nové Juty byly Jaroměř, Úpice, Dvůr Králové, Trutnov, Hostinné, Vrchlabí, Opava a Olomouc; v roce 1925 přistoupily Weigsdorfské textilní závody a. s. ve Višňové. Základní kapitál činil 112 000 Kč, společníci Juty drželi 30 788 vřeten z celkových 34 500 dostupných v Československu a 1 413 tkalcovských stavů z celkových 2 300. Juta prodávala jak na domácím, tak na zahraničních trzích. Postupně začala exportovat do severní a západní Evropy a do USA a plánovala pokračovat do ostatních částí Ameriky. V druhé dekádě 20. století se tedy koncernu dařilo. Z původních 119 milionů korun v roce 1922 narostl obrat na 332 milionů v roce 1929. Velká hospodářská krize v roce 1929 však měla za následek prudký pokles. V závodech docházelo k pozastavování výroby, vrbenský závod olomoucké M. L. Primavesi & K. Brandhuber a Vrchlabí byly uzavřeny. V roce 1930 poklesl obrat na 248 milionů a dále klesal až na 105 milionů korun v roce 1933, kdy se situace změnila, a obrat se v následujících letech dostal do vyšších čísel.

### Druhá světová válka
V roce 1938 v důsledku postoupení Sudet nacistickému Německu vystoupily z Juty závody umístěné v Sudetech a vytvořily vlastní organizaci nazvanou Byro sudetoněmeckých jutařských závodů se sídlem v Trutnově. Zbytek Juty byl s počátkem okupace arizován, židovští vlastníci firem buď emigrovali na západ, nebo zemřeli v koncentračních táborech. V létě 1940 se připojila firma Weiss a synové ze Dvora Králové nad Labem s 3 180 vřeteny a 180 tkalcovskými stavy. Podnik byl nacisty považován za důležitý, ale protože platilo embargo na dovoz jutového vlákna do zemí ovládaných nacistickým Německem, začal zpracovávat přadný papír, lněnou koudel a střiž. Tím se zhoršila kvalita výrobků Juty a export postupně poklesl až na 2,3 milionu korun v roce 1944 (před válkou ve 30. letech se pohyboval mezi 40 a 100 miliony korun ročně). O papírové produkty nebyl ve světě zájem, a tak se vyvážely pouze produkty z více materiálů. Celkový obrat se však v průběhu války držel mezi 120 a 220 miliony korun ročně. Bylo to způsobeno vyššími prodejními cenami. I v této době se Juta snažila omezovat konkurenci. V roce 1941 například uzavřela smlouvu se Spolkem pro chemickou a hutní výrobu, která mu bránila zřídit továrnu na zpracování jutového vlákna.

### Národní podnik Juta
Do nově vzniklého podniku byla zařazena též část konopářského národního podniku Konopa, závod ve Spolí u Českého Krumlova (původně přádelna lnu a konopí Josefa Rudolfa Schindlera založená roku 1840) a ještě později i Lýko, n. p., který do sebe začlenil konopářské závody Konopy na Moravě. Postupně tak bylo do podniku začleněno 34 jutařských a konopářských závodů. Na přelomu 40. a 50. let 20. století bylo ředitelství přesunuto z Prahy do Dvora Králové nad Labem a podnik začleněný pod výrobně hospodářskou jednotku Lnářský průmysl byl přejmenován na Juta, národní podnik, Dvůr Králové n. L. Původně Juta zpracovávala přírodní vlákna juty, lnu, hedvábí, sisalu či konopí, od roku 1964 pak připojila chemické sloučeniny jako polypropylén, polyamidové hedvábí, viskocel, chemlon a další, protože byly lépe dosažitelné než dovozové přírodní materiály. V roce 1965 se ve Dvoře Králové poprvé uskutečnila výstava Královédvorské textilní léto a JUTA jako jeden z místních textilních podniků se stala jejím dlouholetým partnerem a vystavovatelem. V roce 1988 se z Juty stal státní podnik a v lednu 1989 byl za generálního ředitele zvolen jeho zaměstnanec Jiří Hlavatý. Ten dovedl v roce 1992 podnik do první vlny kupónové privatizace.

### Privatizace
Firmu převzaly ze 75 % investiční fondy (Živnostenská banka, Česká spořitelna, Komerční banka). Jiří Hlavatý zůstal generálním ředitelem a stal se členem představenstva. V roce 1998 se investoři rozhodli Jutu prodat. Jiří Hlavatý s partnery založil akciovou společnost Jutaplast a ta koupila za necelých 600 milionů 78 % akcií Juty a. s. S 51 % držel pan Hlavatý v této společnosti mírnou většinu. V následujícím roce došlo ke sloučení obou společností. Jiří Hlavatý postupně kupoval akcie dalších vlastníků, až se stal v roce 2005 stoprocentním vlastníkem společnosti. Zůstal též na postu generálního ředitele. V roce 2016 bylo až 98 % produkce postaveno na syntetických polymerech.

## Údaje ofirmě

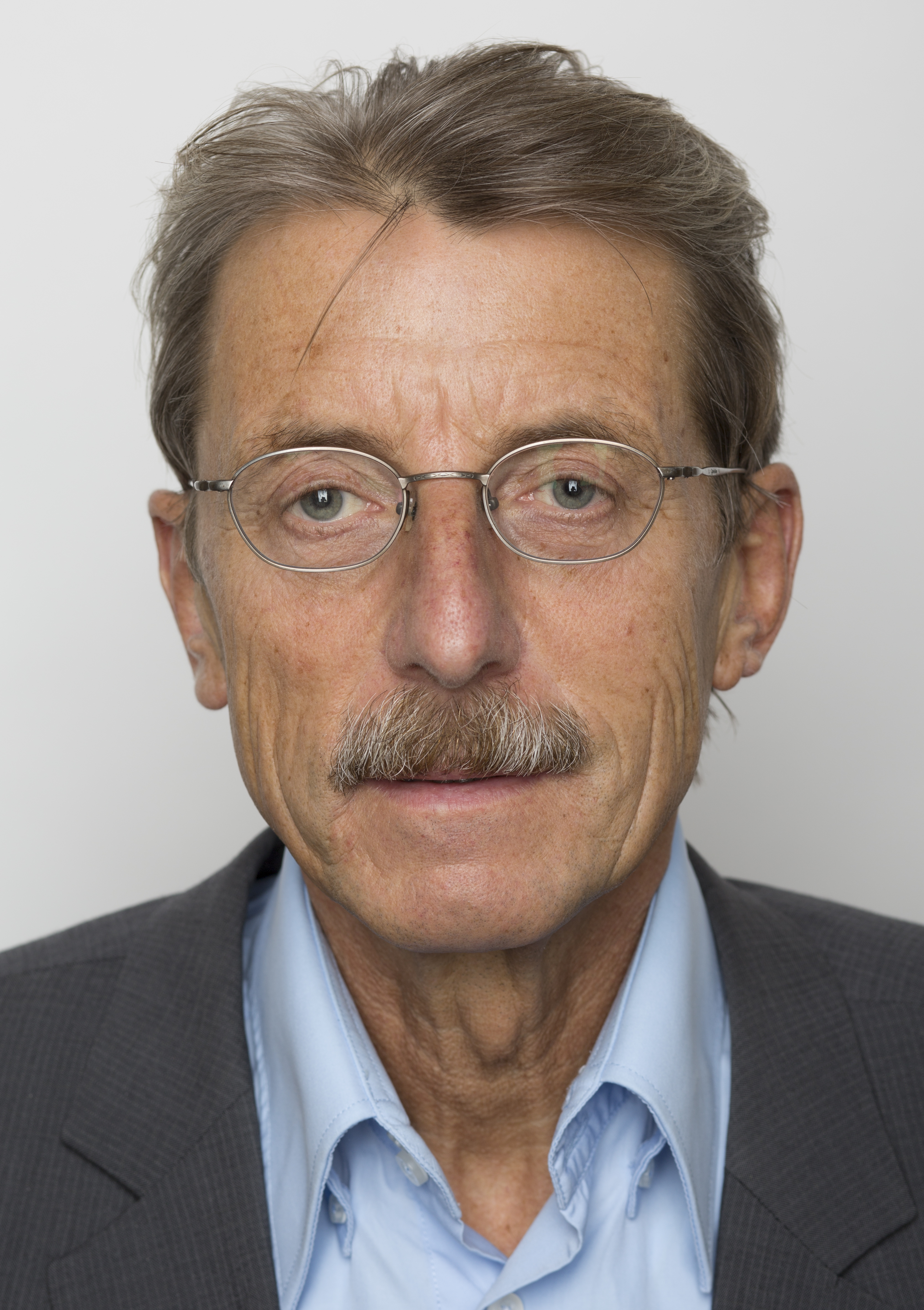
Jiří Hlavatý, majitel a generální ředitel JUTA, a.s.

JUTA (též psáno Juta) je česká akciová společnost, která se věnuje výrobě technických textilií pro stavebnictví a zemědělství. Juta je již několik let největší textilní společností v České republice. Roční obrat dosahuje 7 miliard korun. V čele společnosti stojí Jiří Hlavatý, který je jejím jediným vlastníkem a generálním ředitelem.
Firma vyrábí množství různých produktů využívaných v rozličných oborech, zejména v zemědělství, v automobilovém a stavebním průmyslu. Hlavní část produkce tvoří speciální tkaniny a fólie pro stavebnictví, například ke stavbě tunelů, silnic nebo čistíren odpadních vod. Firma vyrábí speciální membrány a podstřešní izolaci. Dále produkuje pytle, obalové materiály, síťoviny na balení slámy, velkoobjemové vaky či umělé trávníky. Svůj sortiment společnost stále rozšiřuje. V posledních letech je přes 80 % produkce určeno na export. Největším odbytištěm jsou pro Jutu země západní Evropy, dále vyváží například do Kanady, Spojených států amerických, Jižní Ameriky, Saúdské Arábie či Egypta. Výroba trávníků, které společnost produkuje jako jediná ve střední Evropě, přináší zhruba šest procent ze sedmimiliardových tržeb společnosti, přičemž největší dodávky trávníků míří do Francie a Německa.

### Organizace a struktura společnosti
Závod 01 ve Dvoře Králové nad Labem byl k Jutě připojen v roce 1940 jako Weiss a synové.

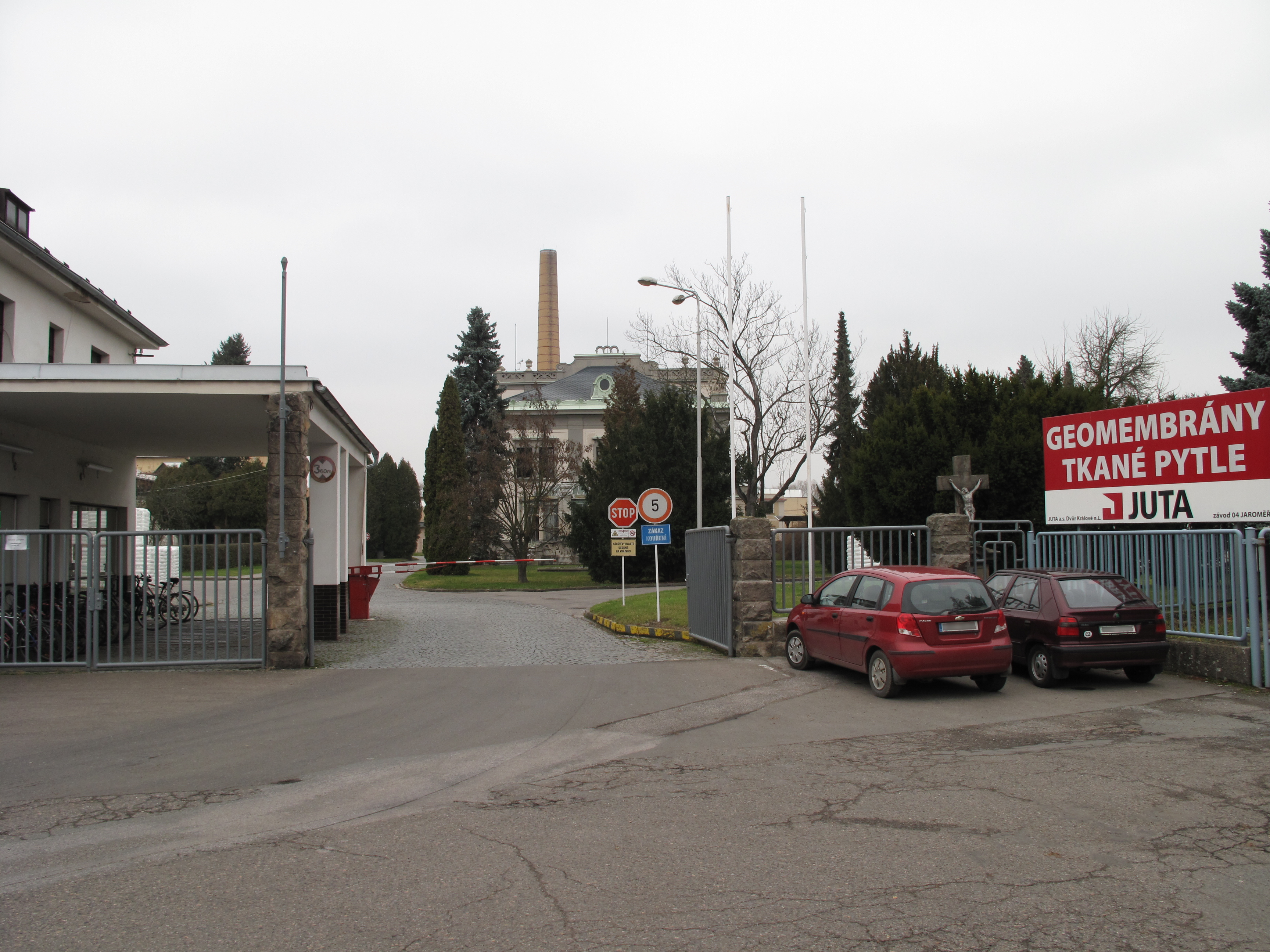
Závod 04 v Jaroměři

JUTA má 14 výrobních závodů, většinu z nich ve východních Čechách. Šest z nich je ve Dvoře Králové. Mimo Trutnovsko má JUTA závody v Olomouci, Přerově, Turnově a Višňové u Frýdlantu v Čechách. Jeden výrobní závod má také ve Velké Británii, kde je lídrem na trhu hydroizolačních fólií. V roce 2014 měl podnik zhruba 2100 zaměstnanců. Podnik se vyznačuje neustálými inovacemi, které mu zajišťují přední místo na trhu. JUTA v současnosti vlastní přes 50 ochranných známek a patentů v Česku i dalších zemích Evropy a zakládá si na velkém inovačním potenciálu. Nedávno například úspěšně prošla certifikacemi FIFA na umělé trávníky či přišla s novými typy střešních membrán.

### Produkty
Prvními produkty zpracovatelů juty na území České republiky byla lana, provazy, úvazky a také pytle, které zcela vytlačily do té doby široce užívané pytle konopné. Jutové pytle se používaly v cukrovarech, mlýnech a továrnách na umělá hnojiva; začaly se užívat také v cementárnách, kde nahradily sudy.
V 70. letech 20. století JUTA vyráběla z juty obalové materiály pro zemědělství, lana, provazy, motouzy a tkané řemeny pro čalouníky, nábytkáře a stavbaře. Protože kupovat jutu za dolary a libry v zahraničí bylo nákladné, začala se prosazovat výroba ze syntetických vláken. Z nich se vyrábí například vytlačovaná síťovina Polynet na ovoce a zeleninu či dekorační tkanina Aral. Dále se vyrábějí horolezecká lana, vlečná polyamidová autolana, prádelní šňůry, žňové motouzy a další.
V současnosti JUTA produkuje hotové výrobky a polotovary pro zemědělství a stavebnictví, pro odpadové hospodářství a průmysl chemický (včetně farmaceutického), potravinářský, automobilový a textilní, resp. k výrobě koberců, produkuje hotové výrobky a polotovary určené k obalování a k úpravě sportovišť (včetně agility), dětských hřišť a zahrad. Některé lze využít také v interiéru.

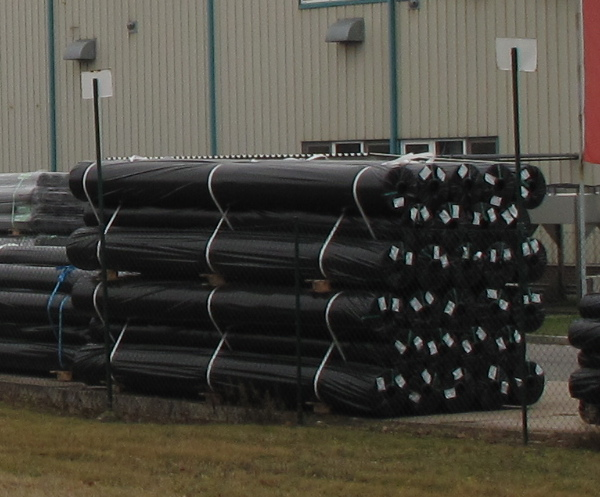
Zabalený produkt

Ve stavebnictví se jedná hlavně o fólie a textilie, které chrání jednak složený materiál, jednak půdu před pronikáním nežádoucích látek například ze skládek. Na straně druhé se jedná o filtrační membrány, které umožňují volný pohyb vody. Dále vyrábí střešní a fasádní hydroizolační vrstvy, větrozábrany, parozábrany, parobrzdy a lněné tepelné izolace.
V oblasti zemědělství a obalových produktů se jedná o různé agrotextilie a sítě sloužící k pokryvu půdy nebo k zastínění či ochraně plodin, síťoviny na obalení balíků sena či slámy, síťky a pytle na zeleninu, brambory či zrní, velkoobjemové vaky či provázky.
Pro automobilový a kobercářský průmysl vyrábí společnost podkladové tkaniny a netkané textilie, dále tzv. dreftové příze pro výrobu kabelů a pneumatikových kordů, filtrační příze pro výrobu filtračních patron či příze k výrobě umělých trávníků.
V poslední době jsou podstatné umělé trávníky určené pro sportoviště a domácí použití, ať už venku, nebo v interiéru, které v roce 2015 tvořily 6 % z celkových tržeb společnosti a byly vyváženy zejména do Německa, Francie a Egypta.